# Lycogala epidendrum
Lycogala epidendrum, volgarmente conosciuta (in alcuni paesi) come latte di lupo o dentifricio melma, è un mixomycete cosmopolita, che viene spesso erroneamente considerato un fungo.

## Descrizione

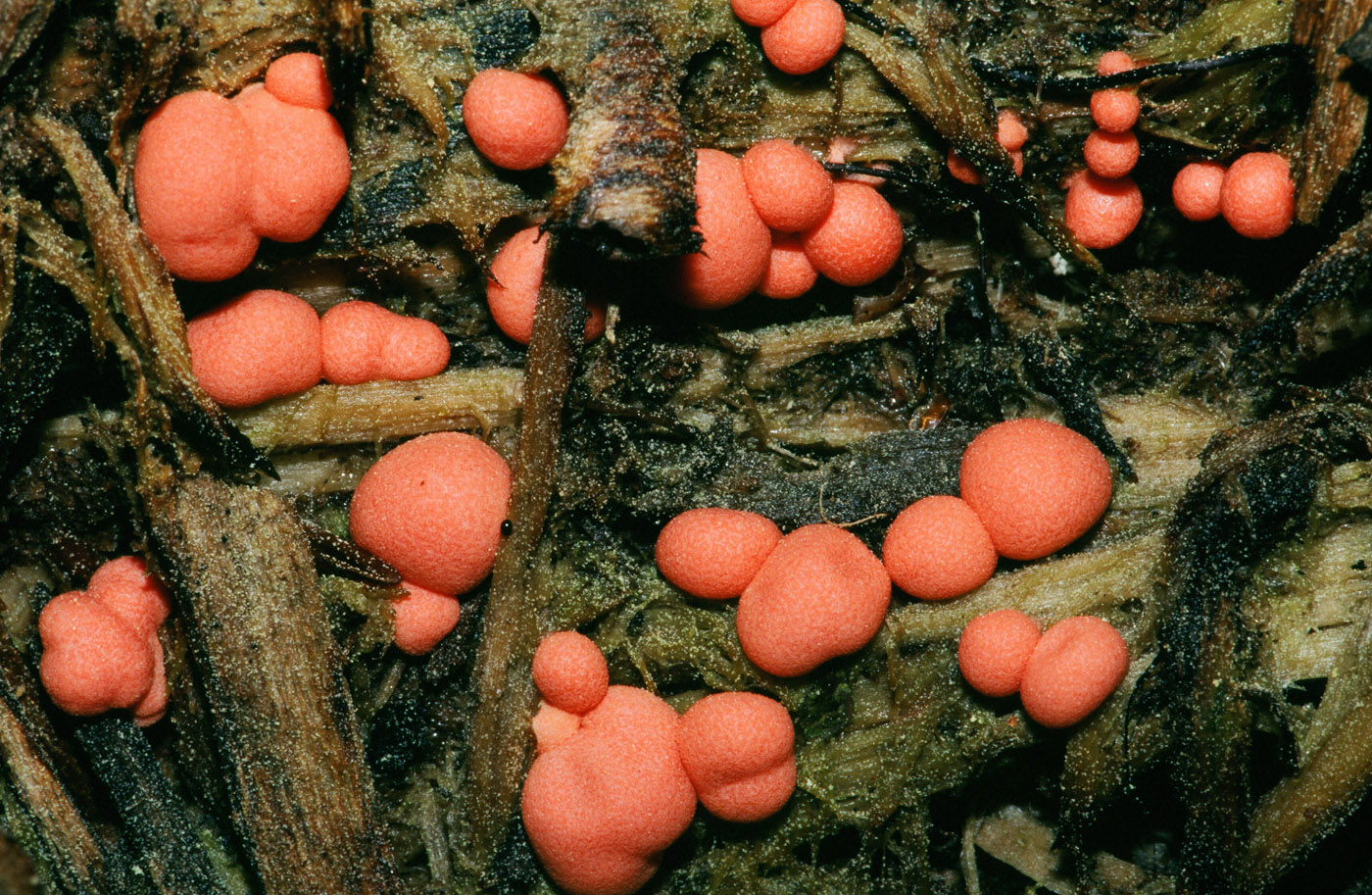
Aethalia su legno marcescente

Gli aethalia o corpi fruttiferi, si presentano disseminati o in gruppi su legno umido marcescente, da giugno a novembre. Questi aethalia  sono piccoli, a forma di gocce (come puntaspilli) rosa e poi brune. Finché immaturi secernono una pasta rosa attraverso le pareti esterne allorché rotte. A maturità il colore tende a diventare ancor più bruno. Quando sterili, individui unicellulari si spostano come piccolissime amebe rosse organismi chiamati plasmodi, masse di protoplasma che inglobano batteri, spore, protozoi, e particelle di materia organica morta attraverso fagocitosi (vedi Myxogastria per maggiori informazioni).
Nelle stadio di plasmodi gli individui sono di colore rossastro ma pressoché invisibili. Quando le condizioni (per la sopravvivenza) cambiano, gli organismi unicellulari si aggregano per mezzo di segnalazioni chimiche fino a formare l'aethalium o corpo fruttifero. La maniera più sintetica di descrivere la sua forma a questo stadio sarebbe una goccia di circa 0,3 cm - 1,5 cm di diametro. Il colore è abbastanza variabile, e va dal rosa-grigio al giallo-bruno o verdastro-nero, con gli individui maturi tendenti infine a tonalità più scure. Può essere rotondo o alquanto schiacciato (per compressione reciproca) con una grana verrucosa o rugosa. Finché immaturo è pieno di un fluido pastoso rosa che a maturità diventa una massa polverosa di minuscole spore grigie. Le spore misurano 6 - 7.5 µm, sono rotonde con una texture reticolata, ed appaiono di colore da ocra a lavanda. I capillitia, elementi sterili nella massa sporale, sono lunghi appiattiti, e si sviluppano in tubi ramificati con rughe e pieghe trasversali.

## Sinonimi e binomi obsoleti
- Lycoperdon epidendrum L. 1753
- Galoperdon epidendron (L.) F.H. Wigg. 1780
- Lycogala miniatum Pers. 1794